# Ectropothecium montagnei
Ectropothecium montagnei là một loài Rêu trong họ Hypnaceae. Loài này được (Schimp.) A. Jaeger mô tả khoa học đầu tiên năm 1880.